# Shine a Light (G-Dragon演唱會)
《Shine a Light》是韓國男子音樂組合BIGBANG隊長G-Dragon在發行第一張正規專輯《Heartbreaker》後舉行為期兩天的首次個人演唱會。

## 爭議
演唱會結束後隨即因表演內容過於情色、暴力，不適合未成年人士觀看而引發爭議，甚至因事件越演越烈遭到大韓民國保健福祉部要求政府檢察官針對G-Dragon及所屬經紀公司YG娛樂在演唱會表演的爭議性內容以涉嫌違反「青少年保護法」進行調查。此次案件在2010年3月15日審結，法院以「雖然他（G-Dragon）的作品像〈Korean Dream〉等已被定為對青少年有害，但並不代表其演唱會亦不適合青少年欣賞；加上演唱歌曲〈Breathe〉時在床上與女舞蹈員的動作亦未到淫穢地步。」宣佈G-Dragon罪名不成立，但法庭指演唱會主辦單位YG娛樂違反公演法而被判300萬韓圜罰金（約新臺幣8萬5千元）。

## 嘉賓
- SE7EN[7]
- CL
- Dara
- Teddy
- Kush（英语：Stony Skunk）
- BIGBANG

## 演唱歌單
1. Heartbreaker
2. This Love
3. Hello（Ft. Dara of 2NE1）
4. Gossip Man
5. My Age Is 13 + Storm + Fly Gentlemen + G-Dragon
6. A Boy
7. The Leaders（Ft. TEDDY & CL of 2NE1）
8. Breathe
9. Butterfly
10. But I Love U
11. She's Gone（Ft. Kush（英语：Stony Skunk））
12. Only Look At Me（與太陽）
13. Korean Dream（Ft. 太陽）
14. One Year Station

安可曲：
1. Lies（與BIGBANG）
2. Last Farewell（與BIGBANG）
3. Heartbreaker

## 巡演時間表
| 日期          | 城市 | 國家/地區 | 演出場地               | 上座數   |
| ------------- | ---- | --------- | ---------------------- | -------- |
| 2009年12月5日 | 首爾 |           | 首爾奧林匹克體操競技場 | 20,000名 |
| 2009年12月6日 | 首爾 |           | 首爾奧林匹克體操競技場 | 20,000名 |

## 外部連結
- G-Dragon官方網站 